# Åsne Skrede
Åsne Skrede (22 de junio de 2000) es una deportista noruega que compite en biatlón. Ganó tres medallas en el Campeonato Europeo de Biatlón, en los años 2020 y 2021.

## Palmarés internacional
| Campeonato Europeo | Campeonato Europeo           | Campeonato Europeo | Campeonato Europeo |
| Año                | Lugar                        | Medalla            | Prueba             |
| ------------------ | ---------------------------- | ------------------ | ------------------ |
| 2020               | Minsk-Raubichi (Bielorrusia) | Medalla de bronce  | Relevo mixto       |
| 2021               | Duszniki-Zdrój (Polonia)     | Medalla de oro     | Relevo mixto       |
| 2021               | Duszniki-Zdrój (Polonia)     | Medalla de bronce  | Persecución        |